# Louis Lortie

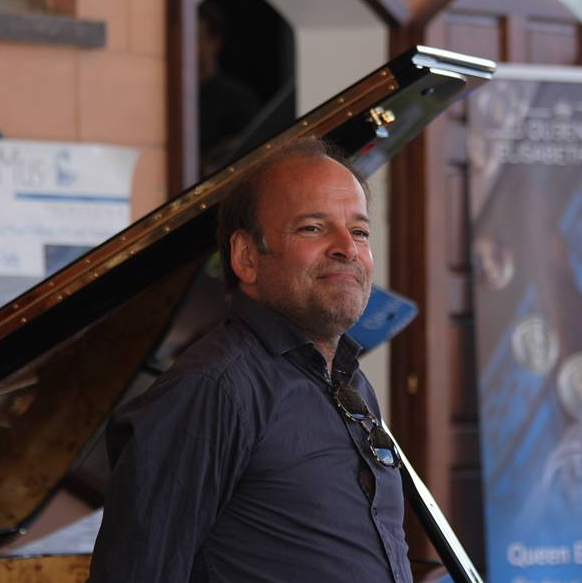
Louis Lortie

Louis Lortie  (Montreal, 27 april 1959) is een Canadees pianist.

## Werk
Lortie staat bekend om zijn interpretaties van de werken van Maurice Ravel, Frédéric Chopin en Ludwig van Beethoven. Hij is een internationaal optredend solist en heeft meer dan dertig plaatopnamen gemaakt voor het platenlabel Chandos.

## Solist
Lortie maakte zijn debuut als solist op dertienjarige leeftijd met het Montréal Symphony Orchestra en trad wederom op op zestienjarige leeftijd met het Toronto Symphony Orchestra. Daarna ging hij een tournee maken door China en Japan.

## Prijzen en onderscheidingen
Hij won de eerste prijs op de Busoni Competitie in 1984. Hij was ook een van de prijswinnaars op de Leeds International Pianoforte Competition. Lortie is een Officer of the Order of Canada, ridder in de Ordre National de Québec en ontving een eredoctoraat van de Universiteit van Laval. Hij geeft les op het Piano Instituut van Imola en leeft momenteel in Berlijn.